# Boardercross

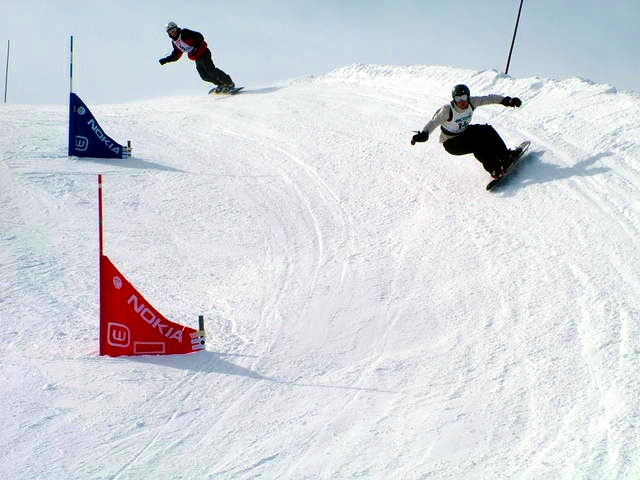

Le boardercross, bladercross ou snowboardcross est un parcours d'obstacle chronométré sur piste comportant des bosses, des portes et des virages relevés.
Réservée pendant plusieurs décennies au snowboard et aux snowboarders, cette discipline est aujourd'hui reprise et pratiquée aussi par les skieurs et se nomme alors skicross. Depuis 2006, le boardercross est une épreuve de snowboard aux Jeux olympiques d'hiver.
La version urbaine sur le bitume est pratiquée par les skateboarders (ou longskaters) et patineurs en roller. Il s'agit du boardercross et du skatecross, deux disciplines reconnues par la Fédération française de roller et skateboard.